# チャールトン・アスレティックFC
チャールトン・アスレティック・フットボール・クラブ（Charlton Athletic Football Club）は、イングランド・ロンドン南東のグリニッジ・ロンドン特別区のチャールトンに本拠地を置くプロサッカークラブ。現在はフットボールリーグ・EFLリーグ1に所属する。

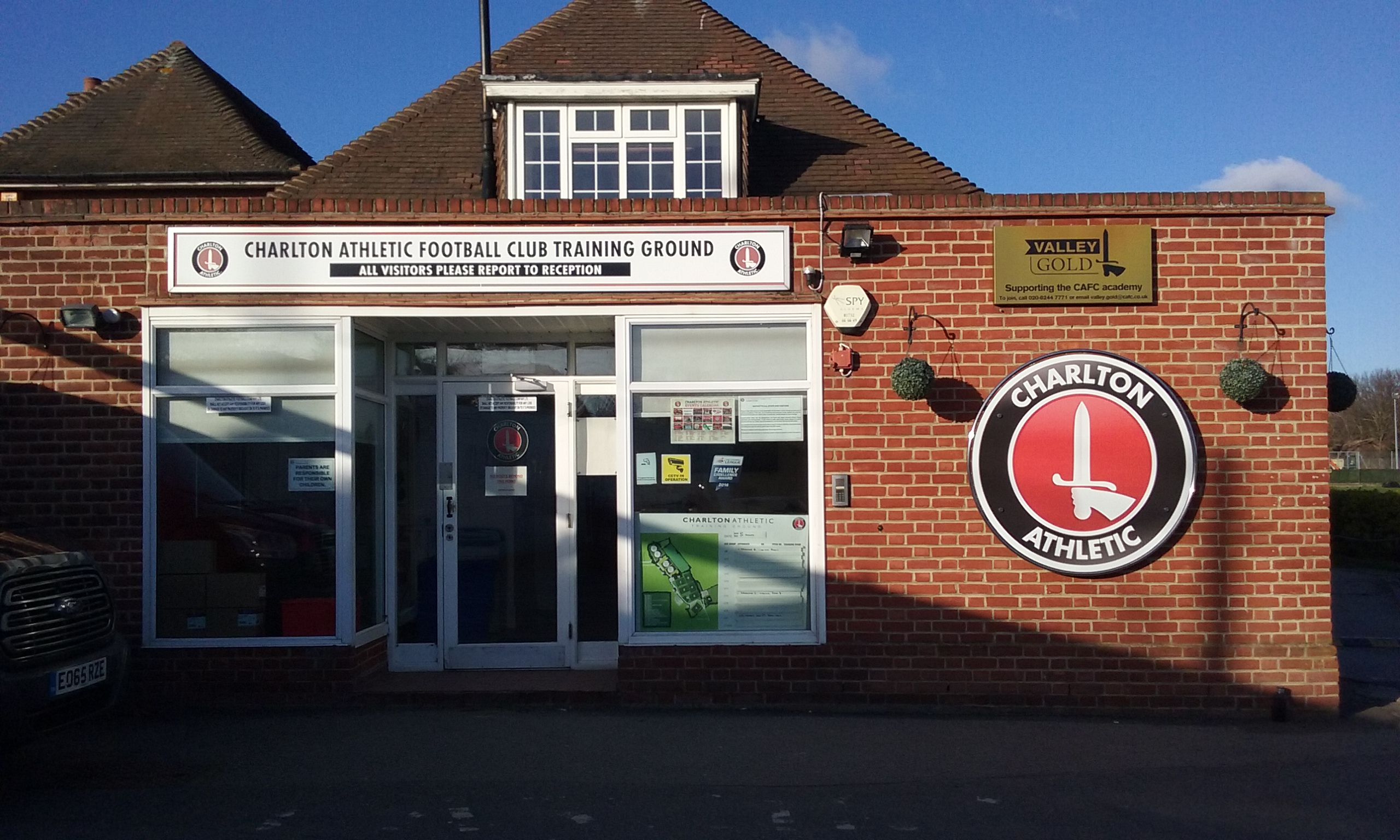
チームの練習場（2018年）

同地域内にはThe O2も存在する。一時期、三都主アレサンドロの獲得に動いたこともある。2008-09シーズンにチャンピオンシップで最下位となり降格、2009-10シーズンは3部にあたるリーグ1に属した。2011-12シーズンにリーグ1で優勝し、2012-13シーズンにチャンピオンシップに復帰した。

## ザ・ヴァレイ・スタジアム

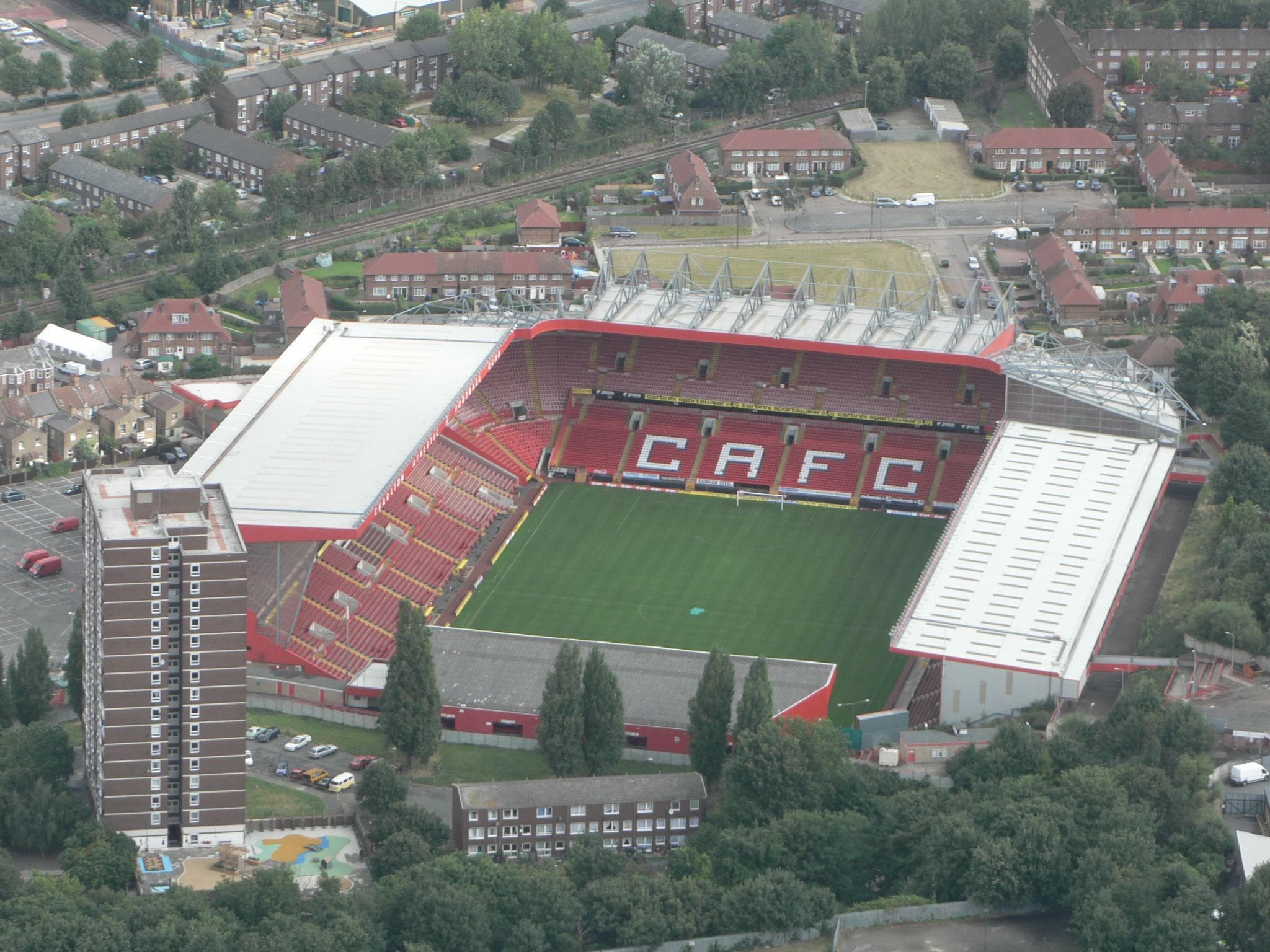
ザ・ヴァレイ

ザ・ヴァレイ・スタジアムはチャールトン・アスレティックの為に建設されたスタジアムであり、長い間ロンドンで最大のスタジアムでもあった。
1919年、安定したホームグラウンドを獲得することが出来ずにあちこちのスタジアムを点々と渡り歩いていたチャールトンは、チャールトン・ヴィレッジの中心部にあった廃坑にスタジアムを建設することを目論んだ。しかし、クラブはスタジアム建設費用を捻出することが出来なかった。そこで立ち上がったのがクラブのサポーターたちである。彼らはボランティアで廃坑を埋め、あるいは掘り起こしてグラウンドの形に整形し、余った土砂を周囲に積み上げてスタンドとした。「ザ・ヴァレイ」の名前の由来は、スタジアムが建設される以前の廃坑が峡谷（valley）のように見えたからである。
1984年、クラブが破産した時には、サポーターたちの設立した投資組合がクラブを買収。しかし組合は「ザ・ヴァレイ」の権利までを買収することが出来なかったため、クラブが「ザ・ヴァレイ」の権利を取り戻したのは1988年であった。さらに、チャールトン・アスレティックが「ザ・ヴァレイ」に戻るには、なお難問が積み残されていた。「ザ・ヴァレイ」のスタンドは老朽化が著しく、取り壊した上での新規スタンド建設が必要だったのである。クラブはスタンド再建の建築許可を地元自治体であるグリニッジバラに願い出る。ところがグリニッジバラ議会は、「ザ・ヴァレイ」のスタンド再建に反対した。
そこで彼らは「ザ・ヴァレイ党」なる政党を結成し、1990年に行われたグリニッジバラ議会の議員選挙に出馬した。「ザ・ヴァレイ党」のスローガンは「Give us back our home!（俺たちに家を返してくれ！）」であった。彼らは60議席のうち58議席に候補者を立てて戦い、「ザ・ヴァレイ党」は15,000票（10．9％の得票率）を集め、議会に一定数の議員を送り込むことに成功した。
「ザ・ヴァレイ」のスタンド再建の可否は1991年に再審議され、4月には許可が下りた。この改修工事の間はブーリン・グラウンド（ウェストハム・ユナイテッドFCの本拠地）を間借り。そして1992年12月5日、チャールトン・アスレティックは「ザ・ヴァレイ」を再びホームスタジアムとして使用出来るようになった。「ザ・ヴァレイ」再整備にはチャールトンのサポーターたちがボランティアとして結集した。

## サポーターズ・ディレクター
クラブとサポーターの結びつきは極めて強く、チャールトン・アスレティック理事会においてはサポーター代表理事が存在する。これは1992年に始まった制度で、シーズンチケット購入者による互選で選ばれた人物が「サポーターズ・ディレクター」としてクラブの理事会に議席を得る。
現在のサポーターズ・ディレクターのベン・ヘイズは祖父の代からの「アディック（アスレティック党）」だという。

## タイトル

### 国内タイトル
- FAカップ:1回

1946-47
- フットボールリーグ・ファーストディヴィジョン(現チャンピオンシップ):1回

1999-2000
- フットボールリーグ1:1回

2011-12
- フットボールリーグ・サードディヴィジョン・サウス:2回

1928-29,1934-35

### 国際タイトル
なし

## 過去の成績
| シーズン | ディビジョン        | ディビジョン | ディビジョン | ディビジョン | ディビジョン | ディビジョン | ディビジョン | ディビジョン | ディビジョン | FAカップ     | EFLカップ    | 欧州カップ / その他          | 欧州カップ / その他 | 最多得点者                       | 最多得点者 |
| シーズン | リーグ              | 試           | 勝           | 分           | 敗           | 得           | 失           | 点           | 順位         | FAカップ     | EFLカップ    | 欧州カップ / その他          | 欧州カップ / その他 | 選手                             | 得点数     |
| -------- | ------------------- | ------------ | ------------ | ------------ | ------------ | ------------ | ------------ | ------------ | ------------ | ------------ | ------------ | ---------------------------- | ------------------- | -------------------------------- | ---------- |
| 1992-93  | ディヴィジョン1     | 46           | 16           | 13           | 17           | 49           | 46           | 61           | 12位         | 3回戦敗退    | 2回戦敗退    |                              |                     |                                  |            |
| 1993-94  | ディヴィジョン1     | 46           | 19           | 8            | 19           | 61           | 58           | 65           | 11位         | 5回戦敗退    | 2回戦敗退    |                              |                     |                                  |            |
| 1994-95  | ディヴィジョン1     | 46           | 16           | 11           | 19           | 58           | 66           | 59           | 15位         | 3回戦敗退    | 2回戦敗退    |                              |                     |                                  |            |
| 1995-96  | ディヴィジョン1     | 46           | 17           | 20           | 9            | 57           | 45           | 71           | 6位          | 5回戦敗退    | 3回戦敗退    |                              |                     |                                  |            |
| 1996-97  | ディヴィジョン1     | 46           | 16           | 11           | 19           | 52           | 66           | 59           | 15位         | 3回戦敗退    | 3回戦敗退    |                              |                     |                                  |            |
| 1997-98  | ディヴィジョン1     | 46           | 26           | 10           | 10           | 80           | 49           | 88           | 4位          | 4回戦敗退    | 1回戦敗退    |                              |                     |                                  |            |
| 1998-99  | FAプレミアリーグ    | 38           | 8            | 12           | 18           | 41           | 56           | 36           | 18位         | 3回戦敗退    | 3回戦敗退    |                              |                     |                                  |            |
| 1999-00  | ディヴィジョン1     | 46           | 27           | 10           | 9            | 79           | 45           | 91           | 1位          | 準々決勝敗退 | 2回戦敗退    |                              |                     |                                  |            |
| 2000-01  | FAプレミアリーグ    | 38           | 14           | 10           | 14           | 50           | 57           | 52           | 9位          | 4回戦敗退    | 2回戦敗退    |                              |                     |                                  |            |
| 2001-02  | FAプレミアリーグ    | 38           | 10           | 14           | 14           | 38           | 49           | 44           | 14位         | 4回戦敗退    | 4回戦敗退    |                              |                     |                                  |            |
| 2002-03  | FAプレミアリーグ    | 38           | 14           | 7            | 17           | 45           | 56           | 49           | 12位         | 4回戦敗退    | 2回戦敗退    |                              |                     |                                  |            |
| 2003-04  | FAプレミアリーグ    | 38           | 14           | 11           | 13           | 51           | 51           | 53           | 7位          | 3回戦敗退    | 3回戦敗退    |                              |                     |                                  |            |
| 2004-05  | FAプレミアリーグ    | 38           | 12           | 10           | 16           | 42           | 58           | 46           | 11位         | 5回戦敗退    | 3回戦敗退    |                              |                     |                                  |            |
| 2005-06  | FAプレミアリーグ    | 38           | 13           | 8            | 17           | 41           | 55           | 47           | 13位         | 準々決勝敗退 | 4回戦敗退    |                              |                     |                                  |            |
| 2006-07  | FAプレミアリーグ    | 38           | 8            | 10           | 20           | 34           | 60           | 34           | 19位         | 3回戦敗退    | 準々決勝敗退 |                              |                     |                                  |            |
| 2007-08  | チャンピオンシップ  | 46           | 17           | 13           | 16           | 63           | 58           | 64           | 11位         | 3回戦敗退    | 3回戦敗退    |                              |                     |                                  |            |
| 2008-09  | チャンピオンシップ  | 46           | 8            | 15           | 23           | 52           | 74           | 39           | 24位         | 4回戦敗退    | 1回戦敗退    |                              |                     |                                  |            |
| 2009-10  | フットボールリーグ1 | 46           | 23           | 15           | 8            | 71           | 48           | 84           | 4位          | 1回戦敗退    | 1回戦敗退    | フットボールリーグトロフィー | 準々決勝敗退        |                                  |            |
| 2010-11  | フットボールリーグ1 | 46           | 15           | 14           | 17           | 62           | 66           | 59           | 13位         | 3回戦敗退    | 1回戦敗退    | フットボールリーグトロフィー | 準決勝敗退          |                                  |            |
| 2011-12  | フットボールリーグ1 | 46           | 30           | 11           | 5            | 82           | 36           | 101          | 1位          | 3回戦敗退    | 2回戦敗退    | フットボールリーグトロフィー | 2回戦敗退           |                                  |            |
| 2012-13  | チャンピオンシップ  | 46           | 17           | 14           | 15           | 65           | 59           | 65           | 9位          | 3回戦敗退    | 1回戦敗退    |                              |                     |                                  |            |
| 2013-14  | チャンピオンシップ  | 46           | 13           | 12           | 21           | 41           | 61           | 51           | 18位         | 準々決勝敗退 | 2回戦敗退    |                              |                     |                                  |            |
| 2014-15  | チャンピオンシップ  | 46           | 14           | 18           | 14           | 54           | 60           | 60           | 12位         | 3回戦敗退    | 2回戦敗退    |                              |                     |                                  |            |
| 2015-16  | チャンピオンシップ  | 46           | 9            | 13           | 24           | 40           | 80           | 40           | 22位         | 3回戦敗退    | 3回戦敗退    |                              |                     |                                  |            |
| 2016-17  | EFLリーグ1          | 46           | 14           | 18           | 14           | 60           | 53           | 60           | 13位         | 2回戦敗退    | 1回戦敗退    | EFLトロフィー                | GS敗退              | リッキー・ホームズ               | 13         |
| 2017-18  | EFLリーグ1          | 46           | 20           | 11           | 15           | 58           | 51           | 71           | 6位          | 2回戦敗退    | 2回戦敗退    | EFLトロフィー                | 3回戦敗退           | ジョシュ・マゲニス               | 10         |
| 2018-19  | EFLリーグ1          | 46           | 26           | 10           | 10           | 73           | 40           | 88           | 3位          | 2回戦敗退    | 1回戦敗退    | EFLトロフィープレーオフ2019  | GS敗退優勝          | ライル・テイラー                 | 25         |
| 2019-20  | チャンピオンシップ  | 46           | 12           | 12           | 22           | 50           | 65           | 48           | 22位         | 3回戦敗退    | 1回戦敗退    |                              |                     | ライル・テイラーチュクス・アネケ | 11         |
| 2020-21  | EFLリーグ1          | 46           | 20           | 14           | 12           | 70           | 56           | 74           | 7位          | 1回戦敗退    | 2回戦敗退    | EFLトロフィー                | GS敗退              | チュクス・アネケ                 | 16         |
| 2021-22  | EFLリーグ1          | 46           | 17           | 8            | 21           | 55           | 59           | 59           | 13位         | 3回戦敗退    | 1回戦敗退    | EFLトロフィー                | 準々決勝敗退        | ジェイデン・ストックリー         | 20         |
| 2022-23  | EFLリーグ1          | 46           |              |              |              |              |              |              | 位           |              |              | EFLトロフィー                |                     |                                  |            |

## 現所属メンバー
2020年11月18日現在
注：選手の国籍表記はFIFAの定めた代表資格ルールに基づく。
| No. | Pos. |                | 選手名                           |
| --- | ---- | -------------- | -------------------------------- |
| 2   | DF   | ウェールズ     | クリス・ガンター                 |
| 3   | DF   | イングランド   | ベン・パリントン                 |
| 4   | DF   | イングランド   | アデデジ・オシラジャ             |
| 5   | DF   | イングランド   | アキン・フェミウォ               |
| 6   | DF   | イングランド   | ジェイソン・ピアース             |
| 7   | MF   | ウェールズ     | ジョナサン・ウィリアムズ         |
| 8   | MF   | イングランド   | ジェイク・フォースター＝カスキー |
| 10  | FW   | イングランド   | チャクス・アネケ                 |
| 11  | MF   | イングランド   | アレックス・ギルビー             |
| 12  | MF   | スコットランド | アンドリュー・シンニー           |
| 13  | GK   | イングランド   | ベン・エイモス                   |
| 14  | FW   | 北アイルランド | コナー・ワシントン               |
| 15  | MF   | イングランド   | ダレン・プラットリー             |
| 16  | DF   | ウェールズ     | アダム・マシューズ               |

| No. | Pos. |                | 選手名                           |
| --- | ---- | -------------- | -------------------------------- |
| 17  | FW   | イングランド   | オマル・ボーグル                 |
| 18  | MF   | イングランド   | アルフィー・ダウティー           |
| 19  | MF   | イングランド   | アルビー・モーガン               |
| 21  | MF   | イングランド   | マーカス・マディソン             |
| 22  | DF   | オランダ       | イアン・マートセン               |
| 23  | MF   | ウェールズ     | ディラン・レヴィット             |
| 24  | DF   | イングランド   | ライアン・イニス                 |
| 26  | MF   | イングランド   | ベン・ワトソン                   |
| 28  | FW   | 北アイルランド | ポール・スミス                   |
| 30  | GK   | オーストラリア | アシュリー・メイナード＝ブルワー |
| 35  | MF   | イングランド   | ジェームズ・フェニングス         |
| 40  | MF   | イングランド   | ブレンダン・ウィレドゥ           |
| 48  | DF   | イングランド   | チャーリー・バーカー             |

### ローン移籍
in
注：選手の国籍表記はFIFAの定めた代表資格ルールに基づく。
| No. | Pos. |                | 選手名                                    |
| --- | ---- | -------------- | ----------------------------------------- |
| 5   | DF   | イングランド   | アキン・フェミウォ (ノリッジ・シティ)     |
| 12  | MF   | スコットランド | アンドリュー・シンニー (ルートン・タウン) |
| 22  | DF   | オランダ       | イアン・マートセン (チェルシー)           |

| No. | Pos. |                | 選手名                                              |
| --- | ---- | -------------- | --------------------------------------------------- |
| 23  | MF   | ウェールズ     | ディラン・レヴィット (マンチェスター・ユナイテッド) |
| 28  | FW   | 北アイルランド | ポール・スミス (クイーンズ・パーク・レンジャーズ)   |

out
注：選手の国籍表記はFIFAの定めた代表資格ルールに基づく。
| No. | Pos. |              | 選手名                                            |
| --- | ---- | ------------ | ------------------------------------------------- |
| --  | MF   | トルコ       | エルフン・オズトゥメル (ブリストル・ローヴァーズ) |
| --  | MF   | イングランド | ジョージ・ラプスリー (ウォキング)                 |
| --  | MF   | イングランド | ベン・デンプシー (ウォキング)                     |

| No. | Pos. |              | 選手名                                              |
| --- | ---- | ------------ | --------------------------------------------------- |
| --  | FW   | イングランド | ジョッシュ・デイヴィスン (マンスフィールド・タウン) |
| --  | FW   | イングランド | チャールズ・クレイデン (ダリッジ・ハムレット)       |

## 歴代監督
- ナイジェル・アドキンス 2021.3 -
- ジョニー・ジャクソン 2021.3 (暫定)
- リー・ボウヤー 2018.9 - 2021.3
- リー・ボウヤー 2018.3 - 2018.9 (暫定)
- カール・ロビンソン 2016.11 - 2018.3
- ケヴィン・ニュージェント 2016.11 (暫定)
- ラッセル・スレイド 2016.6 - 2016.11
- ジョゼ・リガ 2016.1 - 2016.5
- カレル・フレアイ 2015.10 - 2016.1
- ガイ・ルゾン 2015.1 - 2015.10
- ボブ・ペーテルス 2014.5 - 2015.1
- ジョゼ・リガ 2014.3 - 2014.5
- クリス・パウエル 2011.1 - 2014.3
- キース・ピーコック 2011.1 (暫定)
- フィル・パーキンソン 2008.12 - 2011.1
- アラン・パーデュー 2006.12.26 - 2008.12
- レズ・リード 2006.11.14 - 2006.12.23
- イアン・ダウィー 2006.05.30 - 2006.11.13
- アラン・カービシュリー 1995.06.15 - 2006.05.08
- アラン・カービシュリー & スティーヴ・グリット 1991.07.24 - 1995.06.15 (暫定) ※共同監督
- レニー・ローレンス 1982.11.22 - 1991.07.10
- ケン・クラッグス 1982.06.02 - 1982.11.22
- アラン・マレリー 1981.07.01 - 1982.06.01
- マイク・ベイリー 1980.03.25 - 1981.06.30
- アンディ・ネルソン 1974.05.17 - 1980.03.25
- レス・ゴア 1974.04.23 - 1974.05.17 (暫定)
- テオ・フォーリー 1970.03.01 - 1974.04.23
- エディ・ファーマニ 1967.09.01 - 1970.03.01
- ボブ・ストーコー 1965.08.01 - 1967.09.01
- フランク・ヒル 1961.11.01 - 1965.08.01
- ジミー・トロッター 1956.09.01 - 1961.10.31
- デビッド・クラーク 1956 (暫定)
- ジミー・シード 1933.05.01 - 1956.09.01
- アルバート・リンドン 1932.12.01 - 1933.05.01
- アレックス・マクファーレン 1928.05.01 - 1932.12.01
- アルバート・リンドン 1928.01.01 - 1928.05.01
- アレックス・マクファーレン 1925.05.01 - 1928.01.01
- ビル・レイナー 1920.06.01 - 1925.05.01

## 歴代所属選手

### GK
- フレッド・ウッド 1922-1925
- チャールズ・プレーディ 1923-1928
- サム・バートラム 1934-1956
- チャーリー・ライト 1965-1971
- ジェフリー・ウッド 1975-1981
- ニッキー・ジョーンズ 1978-1988
- ボブ・ボルダー 1986-1994
- アンディ・ペターソン 1994-1999
- ササ・イリッチ 1998-2001
- ディーン・カイリー 1999-2006.1
- ステファン・アンデルセン 2004-2007.1

### DF
- サイモン・ウェブスター 1990-1993
- スチュアート・ベルマー 1990-1998
- マット・ジャクソン 1996.3-1996.5
- ポール・コンチェスキー 1997-2005
- ダニー・ミルズ 1998-1999
- マーク・フィッシュ 2000.11-2005
- ルーク・ヤング 2001-2007
- クリス・ペリー 2003-2006
- ヘルマン・フレイダルソン 2003-2007
- クリス・パウエル 2005-2006
- ゴンサロ・ブランダン 2005-2006
- ゴンサロ・ソロンド 2006-2007
- スレイマン・ディアワラ 2006-2007
- ジミ・トラオレ 2006-2007.1
- ベン・サッチャー 2007.1-2008
- マジド・ブゲラ 2007.1-2008
- カール・ジェンキンソン 2009-2011
- ジョー・ゴメス 2014-2015
- ロジャー・ジョンソン 2016-2017

### MF
- キース・ピーコック 1962-1979
- ピーター・ハント 1972-1977
- ロバート・リー 1984-1992
- アラン・パーデュー 1991-1995
- ダニー・ミルズ 1993-1995（上記の選手とは別人）
- マーク・キンセラ 1996.9-2002
- スコット・パーカー 1997-2004.1
- カリム・バゲリ 2000-2001
- クラウス・イェンセン 2000-2004
- ヨナタン・ヨハンソン 2000-2006
- ジャマル・キャンベル＝ルイス 2001-2004.11
- マット・ホランド 2003-2009
- ダニー・マーフィー 2004-2006.1
- バリー・フラー 2004-2006
- サイモン・ウォルトン 2006-2007
- アムディ・ファイェ 2006-2008
- アンディ・リード 2006-2008
- 鄭智 2007.1-2009
- アレクサンドル・ソング 2007.1-2007.5
- ティエリ・ラコン 2007-2011
- ジョンジョ・シェルヴェイ 2008-2010
- ジョニー・ジャクソン 2010-2018
- ジョルダン・ボタカ 2016-2017

### FW
- ポール・ウォルシュ 1979-1982
- クリス・ジョーンズ 1983-1984
- ガース・クルックス 1987-1990
- ポール・ウィリアムス（英語版） 1987-1990, 1995-1996
- ケヴィン・リズビー 1996-2007
- ショーン・バートレット 2001-2006
- ジェイソン・ユーエル 2001-2006
- パオロ・ディ・カーニオ 2003-2004
- デニス・ロンメダール 2004-2007
- ダレン・ベント 2005-2007
- ジミー・フロイド・ハッセルバインク 2006-2007
- クリス・イウェルモ 2007-2008
- ルーク・ヴァーニー 2007-2008
- ジョシュ・マゲニス 2016-2018